# Brasão de armas de Porto Rico
O brasão de armas de Porto Rico foi originalmente concedido pela Coroa Espanhola em 1511, e são as armas mais antigas ainda em uso no Novo Mundo. Foi oficialmente readoptado pelo governo da Commonwealth de Porto Rico em 1976.
No escudo, o fundo verde representa a vegetação da ilha. O cordeiro (de Deus) e a bandeira que se vêem no escudo são os de São João Batista, enquanto que o livro com os sete selos no qual o cordeiro repousa representa o livro do Apocalipse de São João, normalmente atribuído a São João Evangelista. A borda do escudo é composta por vários elementos: castelos e leões representam Castela e Leão (Coroa de Castela) e uma bandeira com as armas de Aragão e Sicília (Coroa de Aragão). A Cruz de Jerusalém simboliza o Reino Latino de Jerusalém, cujos direitos de sucessão passaram para o Reino da Sicília, e daí para a Coroa Espanhola. A letra F e as flechas representam Fernando II de Aragão; o Y e a canga representam Joanna (em Espanhol Antigo = Yoanna), quem concedeu as armas. O lema em Latim, "Joannes Est Nomem Ejus" (uma citação da Vulgata do Evangelho segundo Lucas 1:63), significa "João é o seu nome", pois San Juan, ou São João é o nome original da ilha.

## Selo
Todos os estados dos E.U.A. usam um selo como emblema oficial. Existe um selo de Porto Rico, mas foi substituído pelo brasão tradicional como emblema principal da commonwealth.